# Cambria Casino
Das Cambria Casino, auch bekannt als Flying V Guest Ranch ist ein historisches Resort am westlichen Rand der Black Hills in Weston County im Osten von Wyoming. Ursprünglich in den 1920er Jahren erbaut, ist es eine authentische Lodge aus Holz und Stein mit offenen Kaminen und passendem Dekor. Das Resort wurde nach Cambria benannt, einer nahe gelegenen Bergbaugemeinde. 
Die zweistöckige Sandstein-Lodge, die vom New Yorker Architekten Bruce Rabenold entworfen wurde, verwendet in eklektischem Stil englisches Tudor und andere mittelalterliche Details, um eine Tudor-artige Umgebung in den Wyoming-Hügeln zu schaffen. Die Lodge liegt an einem Hof, der durch ein Torhaus zugänglich ist und ursprünglich von Flügeln flankiert war, in denen Gästezimmer untergebracht waren. Ein Teil des Casinos sollte ursprünglich als Gedenkstätte für Bergleute aus der Region Cambria dienen.
Der Tanzsaal wurde am 12. Januar 1929 eröffnet. 75 Gäste konnten im Hauptgebäude und in sechs Cottages untergebracht werden. Die Cottages wurden inzwischen entfernt. Das Resort verfügte über einen Süßwasserpool, der vom Salt Creek gespeist wurde, und einen Salzwasserpool, der von etwa 3,2 km entfernten Salzquellen gespeist wurde.
Der Innenraum verfügt über einen Ballsaal im zweiten Stock mit einem Fachwerkdach, das einem mittelalterlichen Hammerbalkenbinder ähnelt. Die Hölzer stammen  aus Minen. Unter dem Ballsaal befinden sich zwei unterschiedlich große Esszimmer, eine Wohnküche und sechs Gästezimmer.
Das Cambria Casino wurde 1980 in das National Register of Historic Places aufgenommen.